# 1866 en science
| Années de la science : 1863 - 1864 - 1865 - 1866 - 1867 - 1868 - 1869    |
| Décennies de la science : 1830 - 1840 - 1850 - 1860 - 1870 - 1880 - 1890 |

Cet article présente les faits marquants de l'année 1866 en science.

## Événements
- 8 janvier : brevet d'invention déposé par l'ingénieur français Georges Leclanché pour une pile au carbonate de cuivre[1].
- 31 mars : super lune, éclipse totale et lune bleue à la fois : ce phénomène se reproduit seulement le 30 janvier 2018 et le 31 janvier 2037[2].

- 15 mai : l'astronome britannique William Huggins, à la suite de l'étude du spectre d’émission d'une nova (T Coronae Borealis), déduit qu'elle est entourée d'un halo d'hydrogène[3].

- 27 juillet : mise en place du premier câble télégraphique transatlantique utilisé durablement entre l'Irlande et Terre-Neuve[4].

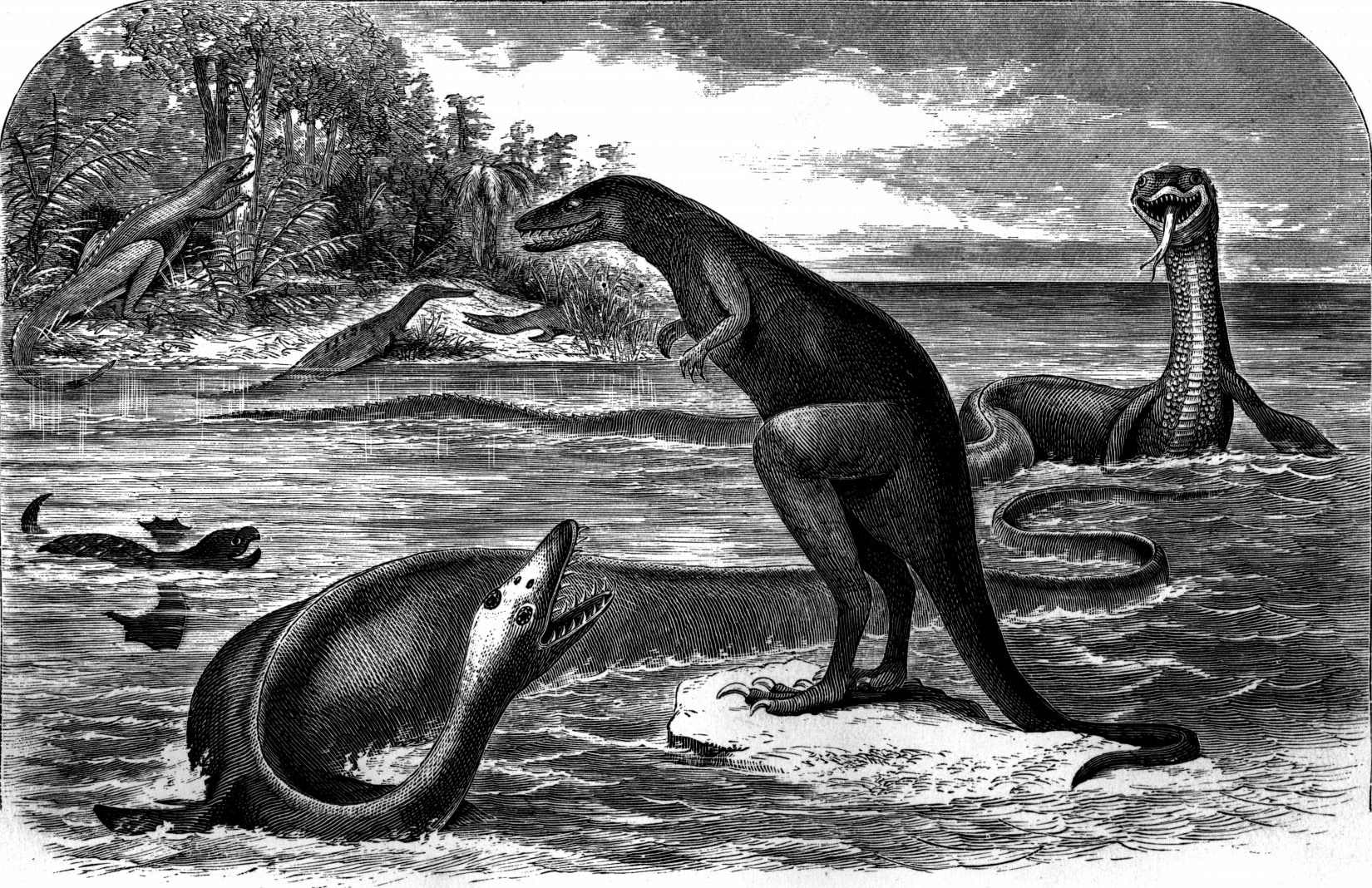
Reconstitution erronée de Cope, publié dans l'article The fossil reptiles of New Jersey publié dans The American Naturalist en 1869. Le dryptosaurus est au centre.

- Août : le paléontologue américain Edward Drinker Cope découvre dans un gisement de marne du New Jersey les restes fossiles d'un dryptosaurus qu'il baptise Laelaps[5].

- 27 septembre : découverte au pied de la roche de Solutré du site du Crot-du-Charnier, fouillé par Henry Testot-Ferry et Adrien Arcelin. Ils découvrent de nombreux ossements fossiles de chevaux, de rennes et de mammouths accompagnés de lames et de pointes de silex du solutréen[6].

- 21 décembre : l'ingénieur britannique Robert Whitehead, en collaboration avec Giovanni Luppis, expérimente la première torpille autopropulsée[7].
- 31 décembre : dans une lettre publiée dans le Bullettino meteorologico dell'Osservatorio del Collegio Romano, l'astronome italien Giovanni Schiaparelli interprète les pluies d'étoiles filantes, notamment les Perséides et les Léonides, comme une conséquence du croisement de la Terre avec l'orbite d'une comète[8].
- Décembre : l'ingénieur et industriel allemand Werner von Siemens présente la première dynamo électrique[9].

- Le chimiste allemand August Wilhelm von Hofmann propose la nomenclature des hydrocarbures[10].

- Le physicien allemand August Kundt propose un tube pour visualiser les ondes sonores stationnaires[11].

## Publications
- Ernst Haeckel : Generelle Morphologie der Organismen (« Morphologie générale des organismes »). Le biologiste allemand invente le terme « écologie » : « Par oekologie, nous entendons la totalité de la science des relations de l'organisme avec l'environnement, comprenant, au sens large toutes les conditions d'existence »[12].

- Max Schultze : Zur Anatomie und Physiologie der Retina (Sur l'anatomie et la physiologie de la rétine). Il distingue deux familles de cellules réceptrices (« bâtonnets » et « cônes ») dans la rétine[13].

## Prix
- Médailles de la Royal Society
  - Médaille Copley : Julius Plücker
  - Médaille royale : William Kitchen Parker, William Huggins
  - Médaille Rumford : Armand Hippolyte Louis Fizeau

- Médailles de la Geological Society of London
  - Médaille Wollaston : Charles Lyell

## Naissances
- 4 janvier : Joel Hastings Metcalf (mort en 1925), astronome américain.
- 9 janvier : Robert Forrer (mort en 1947), archéologue et antiquaire suisse.

- 4 mars : Eugène Cosserat (mort en 1931), mathématicien et astronome français.
- 10 mars : José Casares Gil (mort en 1961), chimiste et pharmacologue espagnol.
- 21 mars : Antonia Maury (morte en 1952), astronome américaine.
- 26 mars : Michel Luizet (mort en 1918), astronome français.

- 30 avril : Oskar Piloty (mort en 1915), chimiste allemand.

- 1er mai : Philippe Chuit (mort en 1939), chimiste suisse.
- 26 juin : George Herbert Carnavon (mort en 1923), égyptologue britannique, au Caire.
- 28 juin : Victor Commont (mort en 1918), géologue et préhistorien français.
- 31 juillet : Nicolae Coculescu (mort en 1952), mathématicien et astronome roumain.

- 2 août : Adrien de Gerlache de Gomery (mort en 1934), marin belge, explorateur de l'Antarctique.
- 13 août :
  - Clara Latimer Bacon (morte en 1948), mathématicienne américaine.
  - Madeleine Colani (morte en 1943), archéologue française.

- 21 septembre : Charles Nicolle (mort en 1936), médecin et microbiologiste français.
- 25 septembre : Thomas Hunt Morgan (mort en 1945), généticien américain.

- 8 octobre : Philippe Glangeaud (mort en 1930), géologue français.
- 13 octobre : Georg Groddeck (mort en 1934), psychanalyste allemand (Le Livre du ça).
- 29 octobre : Gustav Witt (mort en 1946), astronome allemand.
- 30 octobre : Charles William Andrews (mort en 1924), paléontologue britannique.

- 2 novembre : Fritz Hofmann (mort en 1956), chimiste allemand.
- 11 novembre : 
  - Antoine Meillet (mort en 1936), linguiste français.
  - Martha Annie Whiteley (morte en 1956), chimiste et mathématicienne britannique.
- 29 novembre : Ernest William Brown (mort en 1938), mathématicien et astronome américain d'origine britannique.
- 30 novembre : Robert Broom (mort en 1951), médecin et paléontologue sud-africain.

- 2 décembre : Maurice Berger (mort en 1930), chimiste français.
- 4 décembre : Yachita Tsuchihashi (mort en 1965), prêtre jésuite japonais, astronome, mathématicien, sinologue et lexicographe japonais.
- 6 décembre : Paul Gauckler (mort en 1911), archéologue français.
- 12 décembre : Alfred Werner (mort en 1919), chimiste suisse.
- 25 décembre : Max Wien (mort en 1938), physicien allemand.

## Décès

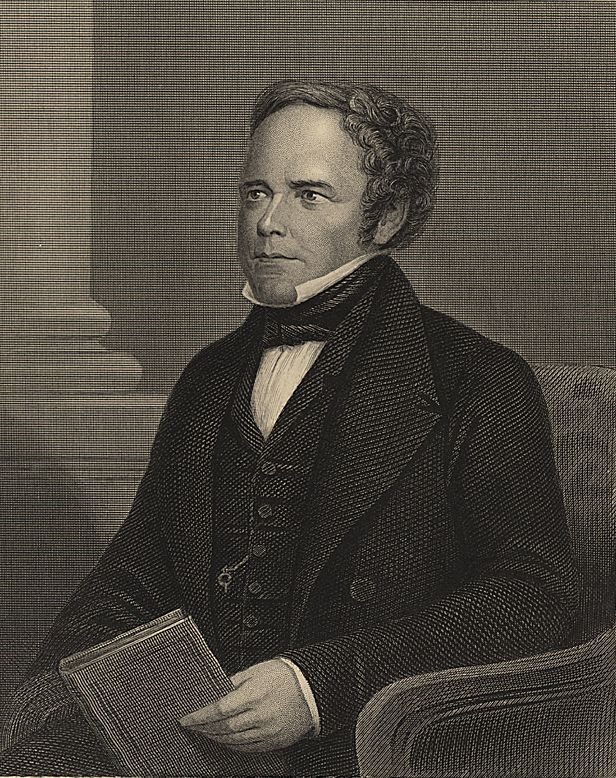
William Thomas Brande

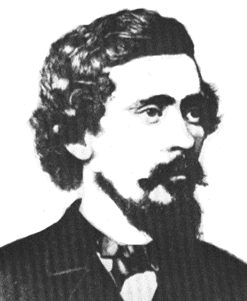
Robert Kennicott

- 24 janvier : George Ord (né en 1781), ornithologue américain.

- 1er février : William Thomas Brande (né en 1788), chimiste britannique.
- 2 février : Nils Gustaf Nordenskiöld (né en 1792), minéralogiste et voyageur finlandais.
- 18 février : François Alluaud (né en 1778), homme politique, archéologue et géologue autodidacte français.
- 5 mars : John Conolly (né en 1794), psychiatre britannique.
- 6 mars : William Whewell (né en 1794), minéralogiste et mathématicien anglais.
- 8 mars : Edmond Bour (né en 1832), mécanicien et mathématicien français.
- 12 mars : Jean-Baptiste-Maximien Parchappe de Vinay (né en 1800), psychiatre français.

- 9 avril : André-Michel Guerry (né en 1802), juriste et statisticien amateur français.
- 10 avril : Matveï Goussev (né en 1826), astronome russe.
- 26 avril : Hermann Mayer Salomon Goldschmidt (né en 1802), astronome et un peintre allemand.

- 13 mai : Robert Kennicott (né en 1835), naturaliste américain.

- 25 juin : Alexander von Nordmann (né en 1803), zoologiste et paléontologue finlandais.

- 15 septembre : Augustus Addison Gould (né en 1805), conchyliologiste américain.
- 16 septembre : François Mêlier (né en 1798), médecin de santé publique français.
- 21 septembre : Karl Ludwig Hencke (né en 1793), astronome amateur allemand.
- 13 octobre :
  - Charles Jean-Baptiste Amyot (né en 1799), juriste et entomologiste français.
  - William Hopkins (né en 1793), mathématicien et géologue britannique.
- 18 octobre : Philipp Franz von Siebold (né en 1796), médecin et naturaliste bavarois.

- 30 novembre : John Mercer (né en 1791), chimiste britannique.
- 1er décembre : George Everest (né en 1790), géographe britannique.
- 5 décembre : Camille Montagne (né en 1784), chirurgien militaire, naturaliste et mycologue français.